# Патон, Пётр Иванович
Пётр Иванович Патон (нем. Peter von Patton, 1793 — 2 сентября 1871 года) — генерал от инфантерии, сенатор (Российская империя), участник Наполеоновских войн, русско-турецкой войны 1828—1829 годов и Кавказских походов.

## Биография
Родился в 1793 году, происходил из дворян Санкт-Петербургской губернии. На военную службу поступил 15 февраля 1812 года колонновожатым в свиту Его Величества по квартирмейстерской части (будущий Генеральный штаб).
Вступив в ряды действующей армии во время Отечественной войны 1812 года, Патон находился в отряде графа Витгенштейна; состоя при генерале Довре, он участвовал в делах при Клястицах (за что 18 октября был произведён в прапорщики), затем — под Полоцком (где получил орден Святой Анны 3-й степени), под Старым Борисовым, при переправе французов через Березину и в деле при деревне Студянке.
В 1813 году он находился при блокаде Данцига, в делах при деревне Доничка и Скирницы, при бомбардировании крепости Виртемберга, затем в генеральных сражениях под Люценом и Бауценом. В 1814 году Патон был в делах при Бар-сюр-Об и Троа (за что был произведён в подпоручики), Фершампенуазе и под Парижем, в который и вступил вместе с войсками союзников.
В 1814 году состоял при комиссии демаркации границ королевства Польского. Получив затем чины штабс-капитана (в 1819 году) и капитана (в 1822 году) Генерального штаба, Патон в 1823 году находился при военных поселениях Херсонской и Екатеринославской губернии, 6 декабря 1826 года за отличие по службе получил чин подполковника и был переведён в Уфимский пехотный полк.
В 1828 году он был назначен батальонным командиром в 35-й егерский полк. С наступлением русско-турецкой войны Патон снова выступил в поход и участвовал в сражении против турок при Шумле; в 1829 году он находился в бою при Кулевче, в генеральном сражении при Чафлике, при взятии редута на позиции у Киприкиой, в переходе через Балканы и занятии Адрианополя; за сражение при с Яникиой (11 января) он получил орден св. Владимира 4-й степени с бантом. В том же 1829 году за отличие по службе Патон был произведён в полковники.
По заключении мира с Турцией Патон в 1830 году назначен командиром 33-го егерского полка и до 1832 года находился со своим полком в Валахии. По расформировании полка 6 апреля 1833 года он получил в командование Колыванский егерский полк.
28 января 1838 года Патон за отличие был произведён в генерал-майоры, а 8 мая того же года был назначен командиром 2-й бригады 15-й пехотной дивизии. В 1840 году, находясь на судах Черноморского флота, он участвовал в занятии форта «Лазарев» и во множестве других дел против горцев на восточном берегу Чёрного моря, за что и получил орден св. Владимира 3-й степени.
В 1841 году назначен командиром 1-й бригады той же 15-й пехотной дивизии. В январе 1844 году эта бригада была назначена действовать против горцев на Кавказской линии. Когда Шамиль с большими силами явился около крепости Андреевой, Патону было поручено с небольшим отрядом охранять от нападений Темир-Хан-Шуру, где была квартира 5-го пехотного корпуса. В экспедиции против чеченцев он из крепости Грозной выступил с главным отрядом для занятия позиции при Чах-Киры, которая и была взята 22 августа 1844 года, причем он командовал авангардом; вслед за тем, командуя отдельным отрядом, он занял с бою позицию на pеке Аргуни при ауле Хозен-Юрт и был при закладке укрепления Воздвиженского, причём заведовал всеми работами по постройке его; здесь он и пробыл до 1845 года.
В 1846 году Патон был назначен командующим резервной дивизией 4-го пехотного корпуса и в 1848 году, во время восстания в Венгрии ему поручена была охрана границ Галиции от вторжения венгров.
10 сентября 1849 года произведён в генерал-лейтенанты и 12 марта следующего года Патон был назначен комендантом в Оренбург. 26 декабря 1853 года он был назначен присутствовать в Сенате (с оставлением по армии) — сперва в 8-м, с 2 апреля 1862 года — в 6-м, с 1869 года — в соединенных 7-м и 8-м и затем в 6-м департаментах. 26 ноября 1869 года Патон получил чин генерала от инфантерии.
Скончался 2 сентября 1871 года в Москве, похоронен на Иноверческом кладбище на Введенских горах (могила утрачена).

## Награды
- Орден Святой Анны 3-й степени (1812 год, впоследствии переименован в 4-ю степень)
- Орден Святого Владимира 4-й степени (1829 год)
- Орден Святой Анны 2-й степени (1837 год)
- Орден Святого Георгия 4-й степени (29 ноября 1837 года, за беспорочную выслугу 25 лет в офицерских чинах, № 5533 по кавалерскому списку Григоровича — Степанова)
- Орден Святого Владимира 3-й степени (1842 год)
- Орден Святого Станислава 1-й степени (12 ноября 1843 года)
- Орден Святой Анны 1-й степени (15 января 1853 года, императорская корона к этому ордену пожалована 1 января 1858 года)
- Орден Святого Владимира 2-й степени с мечами (18 октября 1862 года).

## Семья
- Жена — Анна Григорьевна Гейнманн (1800—1888), дочь немецкого банкира Генриха-Грегора Гейманна (1771—1843).
- Сыновья — Оскар-Иоганн-Якоб (Оскар Петрович) Патон (1823—1900), статский советник; Николай Петрович Патон (1827—1909), действительный статский советник; Иван Петрович Патон (1837—1911), действительный статский советник.
- Внуки — Евгений Оскарович Патон (1870—1953), академик АН УССР; Оскар Николаевич Патон (1858 — после 1911), действительный статский советник; Пётр Иванович Паттон-Фантон-де-Веррайон (1866—1941), контр-адмирал; Николай Иванович Патон (1868 — после 1923), контр-адмирал[2].